# Veronica fuhsii
Veronica fuhsii är en grobladsväxtart som beskrevs av Josef Franz Freyn och Sint.. Veronica fuhsii ingår i släktet veronikor, och familjen grobladsväxter. Inga underarter finns listade i Catalogue of Life.